# Narros de Saldueña
Narros de Saldueña település Spanyolországban, Ávila tartományban. Narros de Saldueña Papatrigo, Albornos, Muñomer del Peco, Collado de Contreras és Constanzana községekkel határos. Lakosainak száma 106 fő (2024).

## Népesség
A település népessége az utóbbi években az alábbiak szerint változott:
| Lakosok száma | 173  | 148  | 141  | 140  | 137  | 116  | 104  | 103  | 106  | 106  |
|               | 2001 | 2004 | 2006 | 2009 | 2011 | 2014 | 2016 | 2019 | 2021 | 2024 |